# شعب الضرفي (ردفان)

تعديل مصدري - تعديل

شعب الضرفي هي إحدى قرى عزلة الحبيلين بمديرية ردفان التابعة لمحافظة لحج، بلغ تعداد سكانها 6 نسمة حسب تعداد اليمن لعام 2004.